# بوسن، پاکستان
بوسن (به انگلیسی: Bosan) یک منطقهٔ مسکونی در پاکستان است که در ناحیه ملتان واقع شده‌است.